# Chiesa di San Giuseppe (Castel Ivano)
La chiesa di San Giuseppe è la parrocchiale di Ivano Fracena, frazione di Castel Ivano in Trentino. Appartiene alla zona pastorale Valsugana - Primiero dell'arcidiocesi di Trento e risale al XX secolo.

## Storia

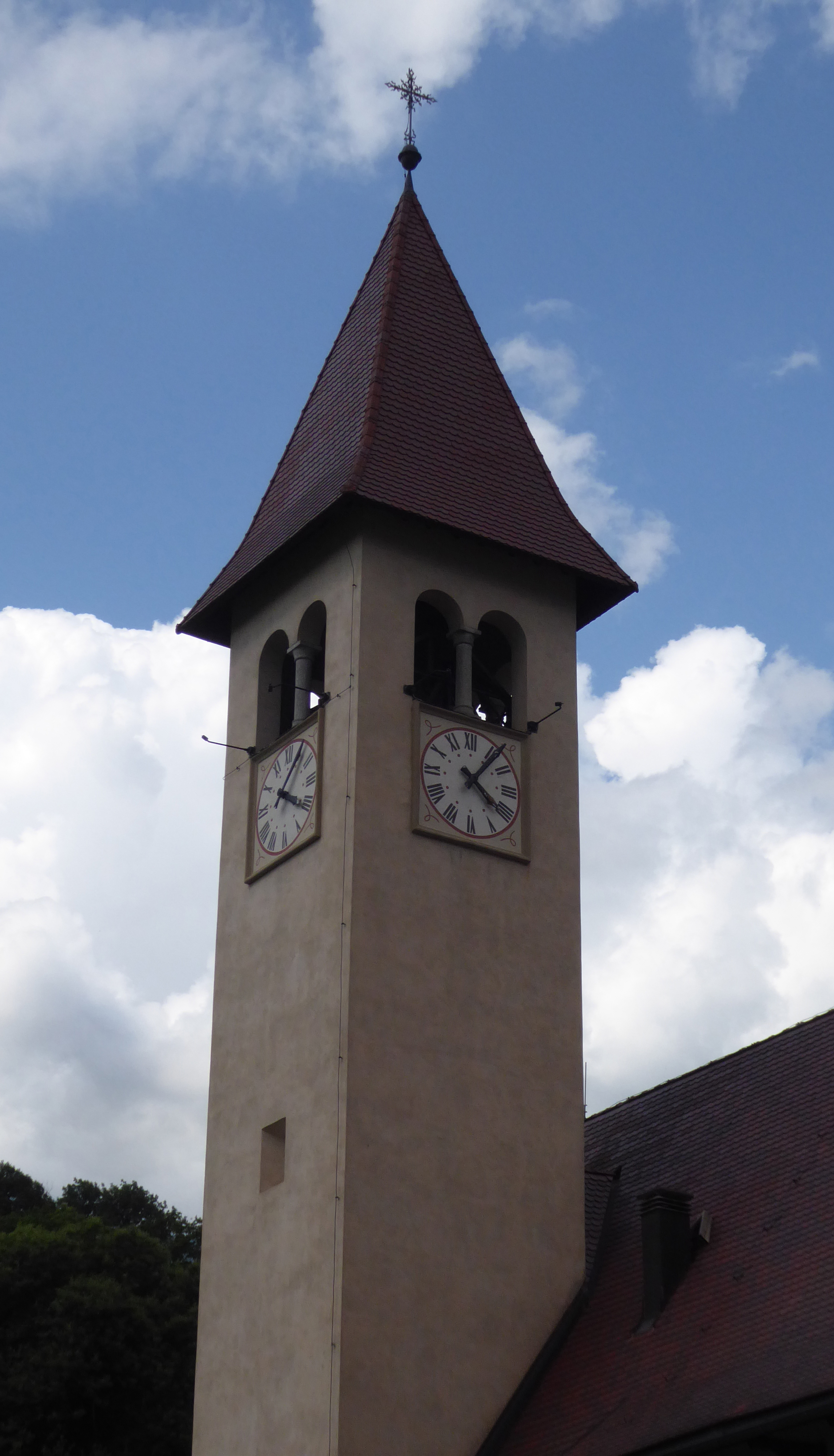
Campanile

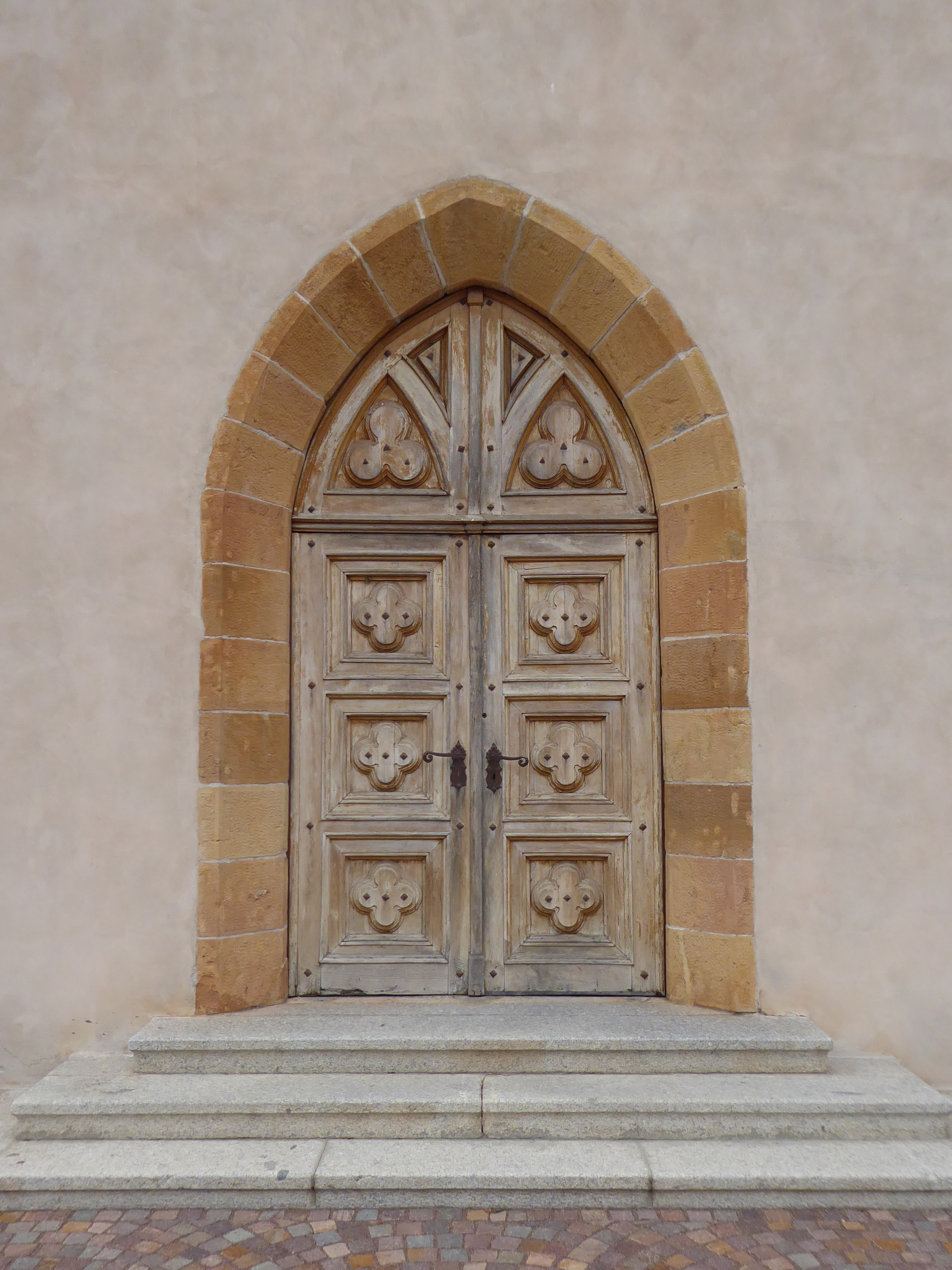
Portale d'ingresso

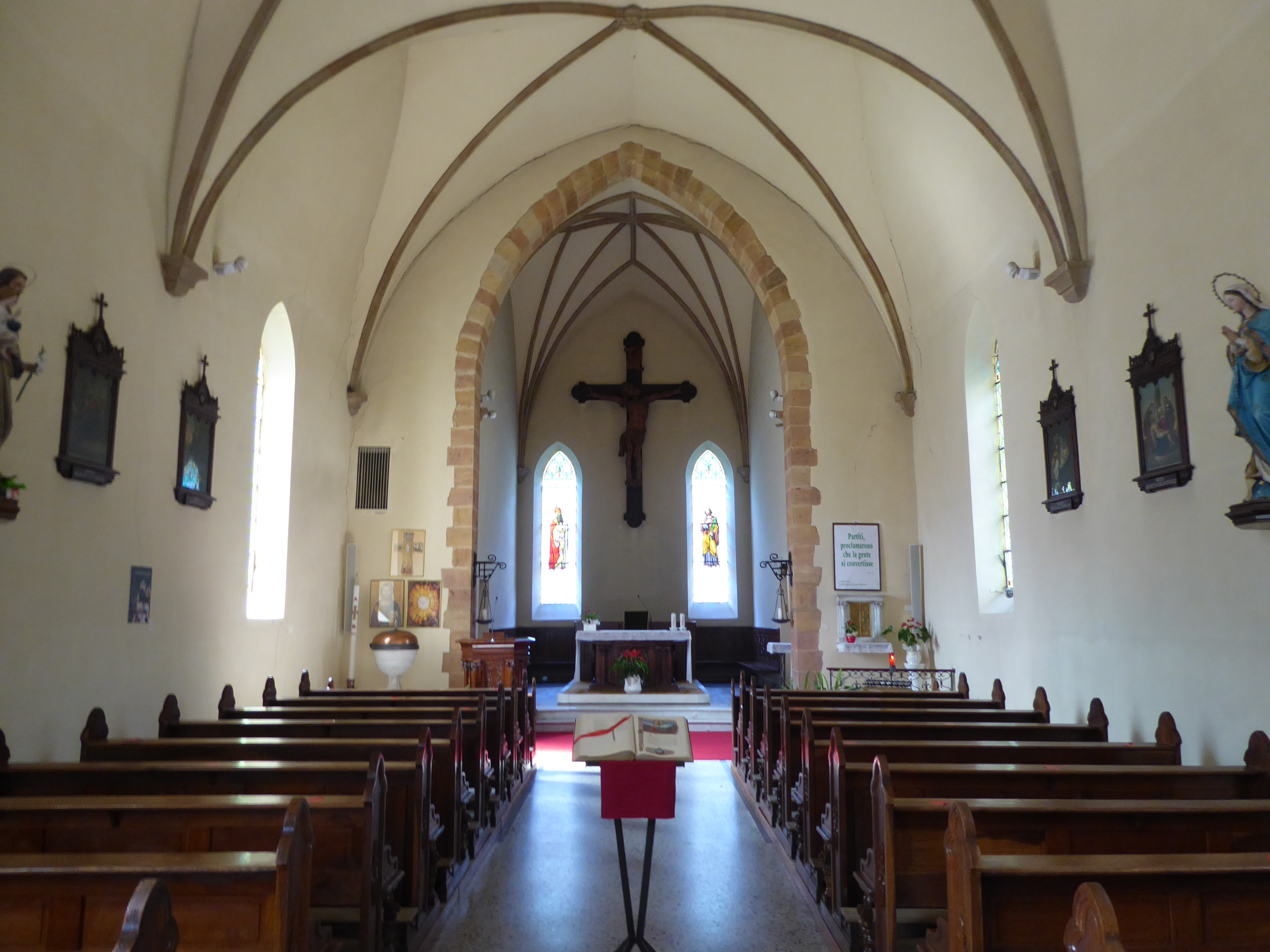
Interno

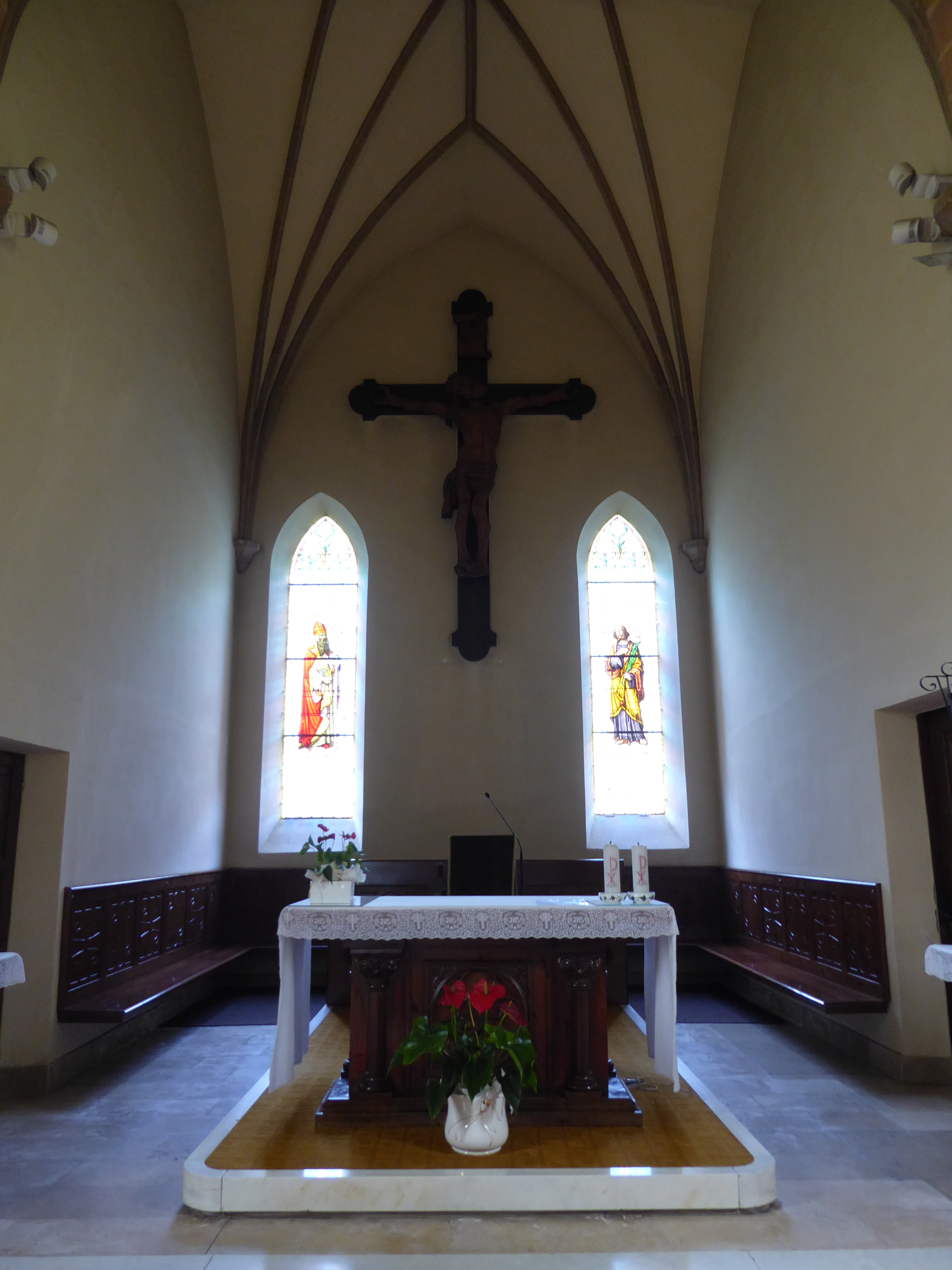
Presbiterio

Le vicende di Ivano e Fracena furono fortemente influenzate dalla presenza del castel Ivano e così anche la loro storia religiosa. Il primo luogo di culto aperto alla popolazione fu infatti la chiesa annessa al fortilizio; di origini antichissime, ebbe anche il ruolo di pieve sino agli inizi del XV secolo, quando la costruzione della nuova chiesa di Strigno spostò il fulcro religioso in una località più favorevole a livello geografico e demografico. Pur residenti a Strigno, i pievani continuarono a chiamarsi de Ivano sino al 1447.
Da questo momento la comunità prese a frequentare la chiesa di San Vendemiano, in posizione periferica e priva di un sacerdote stabile. Solo nel 1787 fu concessa la presenza di un cappellano esposto, ovvero di un sacerdote dipendente dal parroco di Strigno ma non dimorante presso di lui. Essendo le rendite del luogo sacro molto modeste, i Wolkenstein, signori di castel Ivano, destinarono per il suo mantenimento il beneficio di San Nicolò di Villandro. Alla stessa famiglia spettò il diritto di nomina del sacerdote. Nel 1913 il parroco di Strigno cedette al cappellano di Ivano Fracena anche i diritti di stola (ovvero, le prestazioni dovute in occasione di battesimi, matrimoni e funerali).
Rimaneva aperto il problema della posizione scomoda di San Vendemiano che fu risolto solo nel XX secolo con la costruzione di un nuovo edificio. I fondi dedicati cominciarono ad essere raccolti nel 1903 e dieci anni dopo venne acquisita l'area, localizzata a metà strada tra le due borgate. La scelta fu poco felice perché il terreno si dimostrò subito poco stabile. Fu presentato il progetto da Adamo Pontalti, ma lo scoppio della grande guerra interruppe i lavori appena iniziati. A confitto terminato, nel 1921, Natale Tommasi presentò un nuovo disegno, ma neppure questo ebbe seguito e ad essere definitivamente scelto fu quello di Guido Segalla. Il cantiere rimase aperto dal 1922 e al 1923. Il nuovo edificio fu dotato sin da subito di impianto elettrico.
Già all'indomani dell'inaugurazione si presentarono i problemi di stabilità dovuti al terreno e nel 1923 crollò la torre campanaria. Subito furono svolte opere di rinsaldamento strutturale e il campanile fu immediatamente ricostruito. Il luogo di culto fu benedetto dal decano di Strigno, don Pasquale Bortolini, il 14 ottobre 1923. All'inizio degli anni cinquanta fu necessario un intervento di restauro conservativo.
Il 25 febbraio 1960 Ivano Fracena venne elevata a parrocchia, emancipandosi definitivamente da Strigno. Nella stessa occasione fu ufficializzata la dedicazione a san Giuseppe.
Quando, nel 1974, fu realizzato l'adeguamento liturgico, vennero cancellati gli affreschi murali presbiteriali, furono demoliti o suddivisi l'altare maggiore e gli altari laterali, fu tolta la balaustra e anche il pulpito fu eliminato. All'inizio degli anni novanta un intervento di consolidamento statico risolse le problematiche di instabilità del terreno e la torre campanaria venne restaurata.

## Descrizione

### Esterni
La chiesa si trova tra i due abitati di Ivano e di Fracena, in posizione elevata su un piccolo terrazzamento e non lontana dal cimitero della comunità. Dal sagrato si ha un panorama notevole sulle alture della Valsugana e su castel Ivano.  Il prospetto principale è in stile neogotico, con due spioventi, e risente di influenze legate all'architettura razionalista. Il portale di accesso è leggermente ogivale e strombato. Sulla sua sinistra una piccola finestra e in alto un oculo di piccole dimensioni.
La torre campanaria è in posizione arretrata, sulla sinistra, accanto al presbiterio. Sulle sue pareti si trovano alcune feritoie. Nella parte superiore all'orologio è  sovrapposta la cella che si apre con quattro finestre a bifora. Le coperture della chiesa e della torre sono in terracotta.

### Interni
La navata interna è unica e suddivisa in tre campate. La pavimentazione della sala è in seminato alla veneziana e quella del presbiterio in mattonelle di pietra.